# Картина
Карти́на (від «картка»), о́браз — твір малярства, намальований переважно фарбами на полотні, картоні, дошці тощо. На відміну від ескізу або етюду, характеризується завершеним характером, самостійним художнім значенням. Картину, написану на малярському полотні, теж називають полотном.

## Історія та техніка

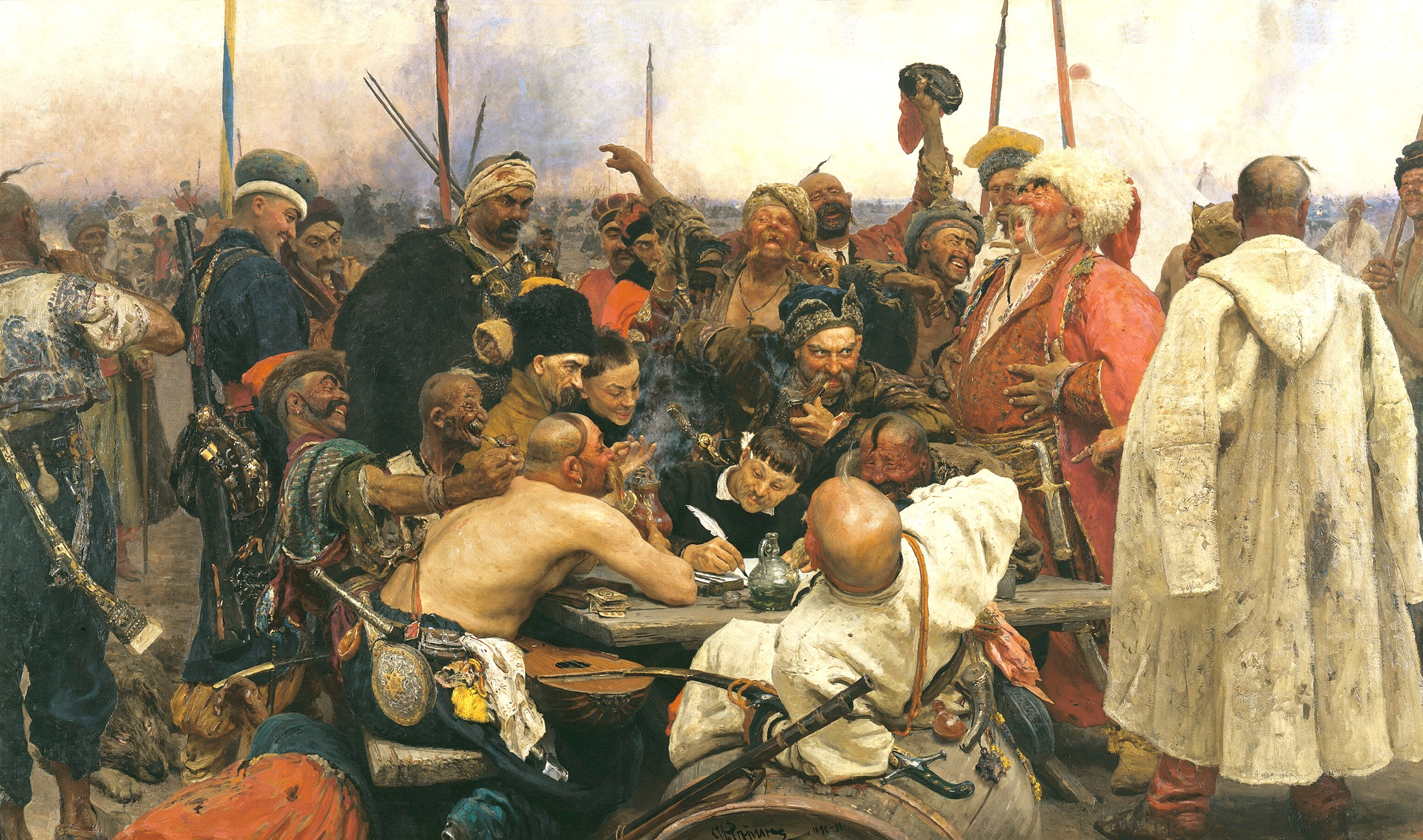
Ілля Рєпін. Запорожці пишуть листа турецькому султану. 1880—1891 рік

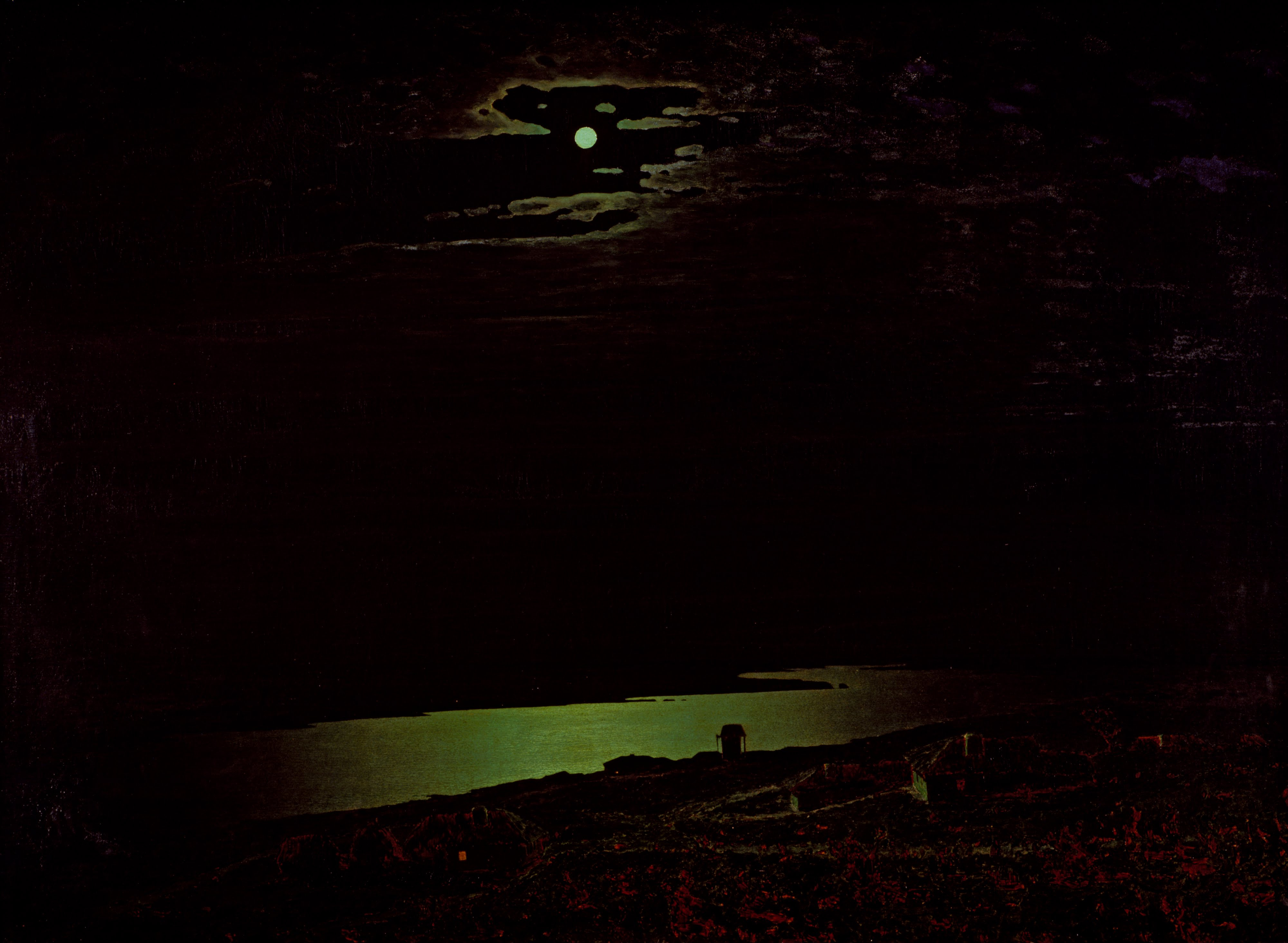
Архип Куїнджі. Місячна ніч на Дніпрі. 1880 рік

Леонардо да Вінчі, «Мона Ліза» — одна з найбільш впізнаваних картин у світі.

Пабло Пікассо. «Герніка». 1937 рік

На відміну від фрески або книжкової мініатюри, картина не обов'язково пов'язана з певним інтер'єром або певною системою декорування. Складається з основи (полотна, дерев'яної або металлевої дошки, картону паперу, каменю), ґрунту й шару фарби. Картина — один з найтиповіших видів станкового мистецтва.
Репродукція або копія оригінальної картини може також називатися картиною, якщо у відповідному контексті не важливо, копія це чи оригінальний твір.
Картина як мистецький витвір з'явилась в XV—XVI століттях з розвитком олійного живопису. Олійні могли бути змішані безпосередньо на основі, що дозволяло створювати реалістичніші зображення; зображення, отримані за допомогою фарб без змішування називають пастель.
У XIX столітті, з появою дешевих барвників, художні прийоми стали різноманітнішими — художники почали застосовувати техніки та засоби, які грою кольору дозволяли передати мінливі ефекти світла та власні почуття. Для цього, також, використовували спеціально виготовлені фарби. Так, наприклад, картина Архип Куїнджі створювала настільки реалістичне враження випромінюваного світла, що окремі глядачі перевіряли, чи не встановлено за картиною лампу. Намагання художника передати власні почуття також може досягатись шляхом абстрагування, схематичності або навмисного спотворення предметів — такою, наприклад, є картина «Герніка» Пабло Пікассо, створена в 1937 році.

## Інші значення
- Картина — про кого-небудь, що-небудь, що своїм виглядом викликає захоплення[3].
- Картина — словесне, мистецьке зображення чого-небудь у літературі тощо[3].
- Картина — епізод, частина акту вистави, що потребує окремої декорації.[3]
- Картина — архаїчний, рідковживаний синонім кінофільму[3].
- Картина — чотирикутник[5].